# K-League de 1994
A Korean Super League 1994 foi a 12º edição da principal divisão de futebol na Coreia do Sul, a K-League. A liga começou em março e terminou em novembro de 1994.
Sete times participaram da liga: Yukong Elephants, Daewoo Royals, POSCO Atoms, LG Cheetahs, Hyundai Horang-i,Ilhwa Chunma Football Club e a estreia do Chonbuk Buffalo.
O Ilhwa Chunma Football Club foi o campeão pela segunda vez.

## Classificação final
| Pos | Team             | Pts | JG | V  | E  | D  | GM | GS | SG  | Notas   |
| --- | ---------------- | --- | -- | -- | -- | -- | -- | -- | --- | ------- |
| 1.  | Ilhwa Chunma     | 54  | 30 | 15 | 9  | 6  | 42 | 30 | +12 | Campeão |
| 2.  | Yukong Elephants | 51  | 30 | 14 | 9  | 7  | 47 | 31 | +16 |         |
| 3.  | POSCO Atoms      | 50  | 30 | 13 | 11 | 6  | 49 | 37 | +12 |         |
| 4.  | Hyundai Horang-i | 46  | 30 | 11 | 13 | 6  | 38 | 30 | +8  |         |
| 5.  | LG Cheetahs      | 43  | 30 | 12 | 7  | 11 | 53 | 50 | +3  |         |
| 6.  | Daewoo Royals    | 27  | 30 | 7  | 6  | 17 | 37 | 56 | -19 |         |
| 7.  | Chonbuk Buffalo  | 14  | 30 | 3  | 5  | 22 | 30 | 62 | -32 |         |